# Distretto di Zhambyl (Zhambyl)
Il distretto di Zhambyl (in kazako Жамбыл ауданы?, Jambyl aýdany) è un distretto del Kazakistan con capoluogo Asy.